# Aeropuerto internacional de Kuching
El Aeropuerto Internacional de Kuching (Inicializado: KIA) (IATA: KCH, ICAO: WBGG) es un aeropuerto internacional que sirve a toda la región suroeste de Sarawak, Malasia. Se encuentra a 11 km (6,8 millas) [2] al sur del centro de la ciudad de Kuching. El aeropuerto también comparte su pista con la base aérea RMAF Kuching, hogar del Escuadrón Nº 7 RMAF.
La terminal del aeropuerto es capaz de manejar cinco millones de pasajeros por año y es el cuarto aeropuerto más ocupado de Malasia. Ha crecido rápidamente con un número creciente de pasajeros y movimiento de aviones. En 2017, el aeropuerto manejó 5 095 193 pasajeros con un volumen correspondiente de 51 097 vuelos. En el mismo año, 24 620 toneladas métricas de carga fueron manejadas a través de esta instalación.
KIA es el centro secundario de Malaysia Airlines y ha crecido rápidamente para satisfacer la demanda de los viajeros en la región del este de Malasia.

## Historia
Una pista de aterrizaje en Kuching se construyó por primera vez en "7th Mile" (Bukit Stabar) en 1938, midiendo 700 yardas (640 m) de largo por 300 yardas (270 m) de ancho.  Un edificio de la terminal del aeropuerto se completó más tarde y se abrió para su uso el 26 de septiembre de 1950.  El aeropuerto constaba de una pequeña terminal de pasajeros de una sola planta en forma de "L", una pequeña instalación de carga y una estación de bomberos del aeropuerto. La Torre de Control de Tráfico Aéreo, el Servicio de Meteorología y el edificio de Mantenimiento se agruparon en un área, una pequeña plataforma de 4 puestos de estacionamiento y una sola pista de aterrizaje que tenía 1.372 metros de largo y 46 metros de ancho. Se instalaron equipos de navegación (equipo de búsqueda direccional) y radio ayudas en el aeropuerto.
El aeropuerto internacional de Kuching se convirtió en la puerta de entrada a Sarawak, Brunéi y el norte de Borneo (Sabah, como se le llama hoy) con la introducción de los servicios de aeronaves de pistón bimotor Douglas Dakota, una vez por semana, con origen en Singapur. A fines de 1954, los servicios aéreos regulares al Aeropuerto Internacional de Kuching crecieron a pasos agigantados. Esto se describió en las estadísticas de 1954 que registraron 1550 movimientos de aviones, 13 564 pasajeros, 95 911 kg de carga y 25 984 correos. En 1959, la pista se extendió a 1.555 metros de longitud para dar paso a las operaciones de aviones turbopropulsores Vickers Viscount.

Estado de Sarawak en Malasia

En 1962, la pista se extendió una vez más a una longitud de 1921 metros para facilitar las operaciones de los aviones turborreactores DeHavilland Comet-4. La terminal también se amplió en el mismo año. En noviembre se estableció una Zona de Control en Kuching como parte de un plan para proporcionar un Servicio de Control de Tráfico Aéreo acorde con el crecimiento del tráfico aéreo. Malayan Airways Limited operaba los Servicios Regionales de los territorios de Singapur/Borneo Británico con Vickers Viscount y Douglas DC-3, los horarios diarios vinculaban a Kuching y Sibu con Singapur por el otro lado, y Brunéi y Borneo por el otro.
En 1971, el Gobierno de Malasia (cuando Sarawak se unió a la Federación de Malasia el 16 de noviembre de 1963) contrató a un equipo de Consultores canadienses para realizar un estudio del Plan Maestro del Aeropuerto Internacional de Kuching.
En diciembre de 1972, el gobierno aceptó el informe del Consultor. Entre las recomendaciones estaban:
- La extensión y el fortalecimiento de la pista existente para permitir las operaciones de aviones a reacción más grandes
- La construcción de un nuevo edificio terminal en el sitio norte de la pista

El trabajo para el fortalecimiento y la extensión de la pista a 2454 m (8,051 pies) de longitud comenzó en 1973 y se completó en 1976, capaz de manejar aviones turbofan Boeing 707.
En 1980, de acuerdo con el advenimiento de las operaciones de Airbus A300B4, era imperativo que la resistencia del pavimento de la pista se actualizara para cumplir con los requisitos de ese avión en particular. El trabajo sobre esto se completó a principios de 1982.

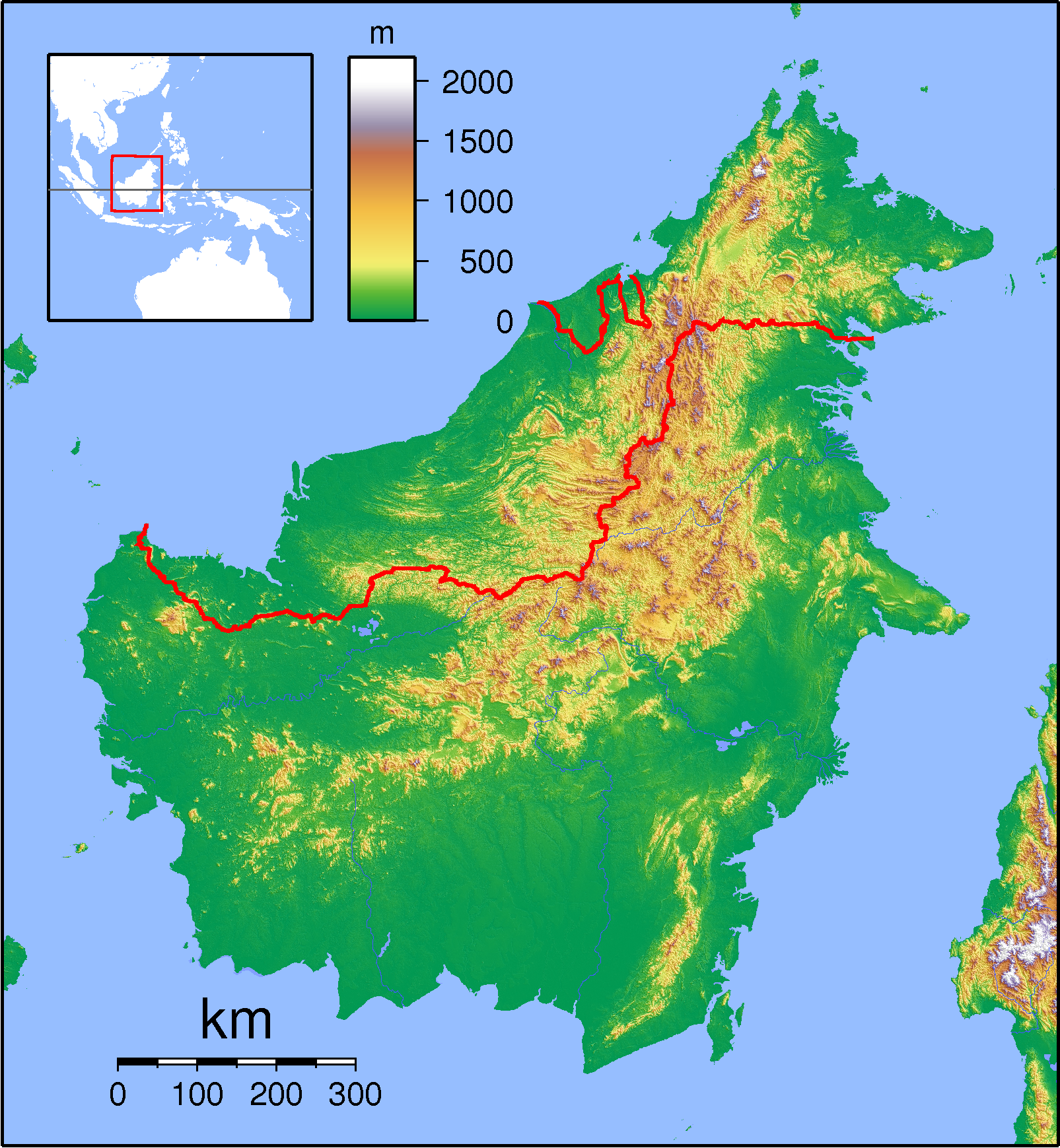
Ubicación en Sarawak, Malasia Oriental

La construcción del complejo terminal en el sitio norte tomó un lugar central a fines de 1978 y se completó en julio de 1983. Esta terminal moderna reemplazó a la terminal anterior y se abrió al negocio el 24 de agosto de 1983. El complejo terminal cubrió un edificio con un área de 81 hectáreas y con una superficie de 13 000 metros cuadrados, compuesto por la terminal de pasajeros de tres pisos flanqueada por edificios cuidadosamente planeados que consistían en la Torre de Control de Tráfico Aéreo y el bloque de operaciones, una instalación de carga más grande, una nueva estación de bomberos del aeropuerto, Mantenimiento Edificio, Edificio vip y Edificio de servicios auxiliares.
A partir de 1999, dos aerolíneas extranjeras (Singapore Airlines y Royal Brunei Airlines) de Singapur y Brunéi, así como la aerolínea nacional de Malasia y hasta 8 compañías privadas de aviación general operaban servicios programados dentro y fuera del aeropuerto internacional de Kuching. Los vuelos chárter no programados también fueron operados por dos aerolíneas extranjeras. A partir de 2018, sin embargo, cuatro de las aerolíneas de Malasia (Malaysia Airlines, MasWings, Air Asia y Malindo Air), así como cuatro operadores de carga (AsiaCargo Express, MASKargo, Raya Airways y My Jet Xpress Airlines) operan desde y hacia el aeropuerto internacional de Kuching. A ellos se unen tres transportistas extranjeros (Royal Brunei Airlines, Scoot y Wings Air). En 2019, Royal Brunéi, en una empresa conjunta con Malindo Air, conectó Kuching a BWN utilizando el avión ATR de Malindo Air. Las aerolíneas extranjeras que previamente han brindado servicios a Kuching fueron Singapore Airlines, Dragonair, Hong Kong Airlines, Jetstar Asia, Merpati Nusantara Airlines, Silk Air, Batavia Air, Kalstar Airlines, Xpress Air y Tiger Airways. Este último regresó a Kuching después de fusionarse con Scoot, mientras que Xpress Air interrumpió los servicios luego de una dura competencia de AirAsia y Wings Air en la ruta Kuching-Pontianak, así como Xpress Air concentrándose en rutas nacionales debido al negocio principal de Xpress Air.
Como resultado del creciente número de pasajeros que entran y salen de Kuching, se necesitaba una terminal completamente nueva y más grande. La construcción comenzó a principios de la década de 2000 y progresó a un ritmo increíble. La nueva terminal se construyó literalmente de adentro hacia afuera, y la vieja terminal se eliminó lentamente y se reemplazó por nuevas secciones de la nueva terminal. El nuevo complejo de terminales fue inaugurado finalmente el lunes 16 de enero de 2006 por el ministro Principal de Sarawak Pehin Sri Haji Abdul Taib Mahmud y el entonces Ministro de Transporte de Malasia Dato 'Sri Chan Kong Choy. Sin embargo, el trabajo completo en la terminal solo se completó en abril de 2006. La nueva terminal consta de 12 bahías de estacionamiento de aeronaves aerobridge (4 bahías para aeronaves de fuselaje ancho como Airbus A330/A350/A380-800, Boeing 747/777 y 5 bahías para aviones de cuerpo estrecho, principalmente Boeing 738/9 y A319/320), 4 bahías de estacionamiento remoto (para aviones turbopropulsores como Fokker 50, DHC-6-300/400 Twin Otter y ATR 72-500/600), más 3 nuevos bahías de estacionamiento de aeronaves ubicadas en la sección de aviación general.

## Expansión, renovación y reurbanización

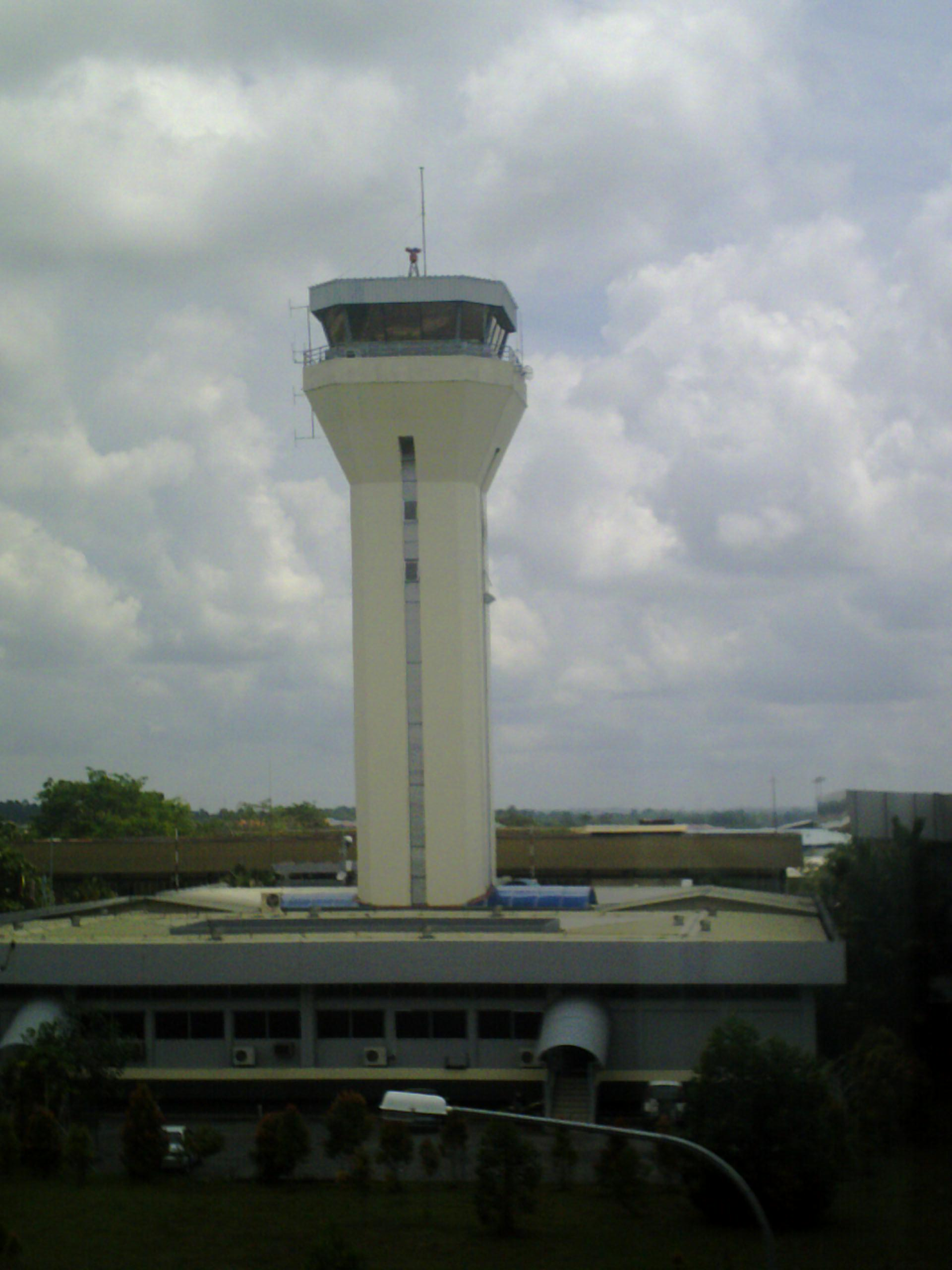
Torre de control en KIA

El Aeropuerto Internacional de Kuching recibió un cambio radical de imagen, con la terminal completada en 2006 y la extensión de pista y calle de rodaje completada completamente en 2008. Las renovaciones tomaron prestadas muchas características de diseño del entonces nuevo aeropuerto de Kuala Lumpur (el Aeropuerto Internacional KL abrió en 1998, reemplazando el abarrotado Aeropuerto Subang-Sultan Abdul Aziz Shah), por lo que los dos tienen un aspecto similar.
La renovación aumentó el espacio del piso del edificio terminal a 46,000 metros cuadrados (500,000 pies cuadrados) y se completó 15 meses antes de lo previsto. El edificio de la terminal completamente renovado fue inaugurado oficialmente por el entonces Primer Ministro de Malasia Tun Abdullah Ahmad Badawi el lunes 17 de abril de 2006. El proyecto fue gestionado por Global Upline Sdn. Bhd. y costó unos MYR 620 000 000 (USD $ 186 000 000). Con esto, el aeropuerto es capaz de manejar aviones de fuselaje ancho como Boeing 747-400 y Airbus A380-800 (aunque con restricciones en la zona de aterrizaje en la red de pistas y calles de rodaje).

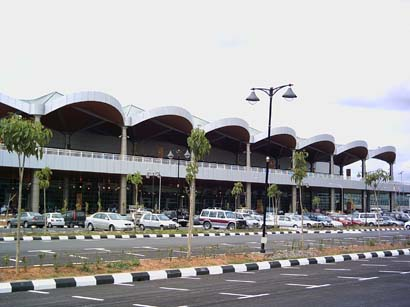
Edificio de la terminal

Los trabajos terminados incluyeron trabajos de movimiento de tierras y mejoras del pavimento sobre el nivel del suelo (AGL), extensión de la longitud de la pista de 2454 metros a 3780 metros, ampliación de los hombros de 46 metros a 60 metros, extensión de la calle de rodaje paralela a una calle de rodaje paralela completa con interconexión / calles de rodaje de salida rápida, incluido el ensanchamiento de los filetes y arcenes de la calle de rodaje a 30 metros Las obras de la plataforma del lado del aire incluyeron la construcción de una plataforma de carga, luces y marcas de alta intensidad. Las ayudas visuales y no visuales se actualizarán y / o reubicarán de acuerdo con el plan de actualización para atender la pista extendida. Con nueve puertas, el aeropuerto puede manejar seis aviones de cuerpo estrecho (como Boeing 737 y Airbus A320), tres aviones de fuselaje ancho y cuatro aviones turbopropulsores. Cabe destacar que la puerta número 9 fue construida específicamente para las operaciones de Airbus A380-800.

## Presente y futuro
El ex primer ministro de Sarawak, Pehin Sri Haji Abdul Taib Mahmud, desea atraer más aerolíneas extranjeras a KIA para desarrollar la industria turística de Sarawak. La aerolínea económica de Singapur, Tiger Airways, recibió luz verde para prestar servicio al Aeropuerto Internacional de Kuching (la aerolínea ha descontinuado el servicio a Kuching después de solo unos años, al igual que su competidor más cercano, Jetstar Asia).
A partir de 2006, Malaysia Airlines en el Aeropuerto Internacional de Kuching ha logrado hasta ahora una tasa de accidentes cero.
El Gobierno de Sarawak está trabajando en estrecha colaboración con Malaysia Airlines (MAS) y AirAsia para racionalizar los vuelos de larga distancia. Sarawak espera utilizar Brunéi y Singapur como puntos de entrada para mejorar las dos puertas de enlace predominantes: el Aeropuerto Internacional de Kuala Lumpur (KLIA) y el Aeropuerto Internacional de Kota Kinabalu (KKIA).
El gobierno de Sarawak ha expresado interés en comprar MASwings y convertirlo en una compañía aérea sub-ASEAN, con Kuching como su centro. Las nuevas rutas podrían incluir vuelos directos a Hong Kong, Shenzhen, Yakarta, Denpasar, Bangkok y destinos en Australia. La frecuencia de vuelo a Singapur también aumentaría.
La oficina central de Hornbill Skyways está en North Pan Hangar, en el aeropuerto internacional de Kuching.

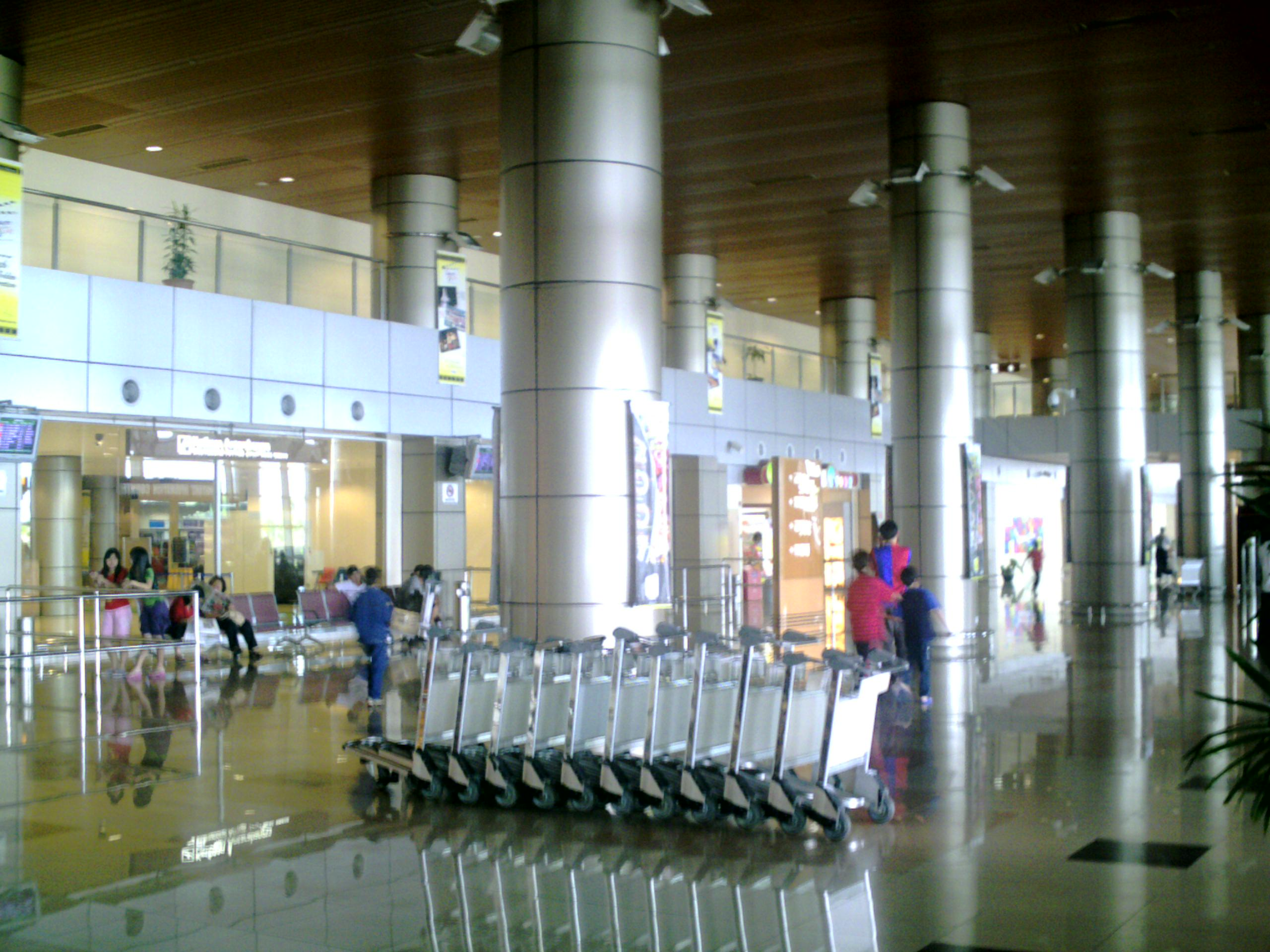
Sala de llegadas de KIA

## Aerolíneas y destinos

### Pasajeros
| Aerolíneas             | Destinos |
| ---------------------- | --- |
| AirAsia                | Bintulu, Johor Bahru, Kota Bharu, Kota Kinabalu, Kuala Lumpur–Internacional, Miri, Penang (reinicia 31 de marzo de 2024), Sibu, Singapur |
| Batik Air Malaysia     | Kuala Lumpur–Internacional Chárter: Chongqing, Xi'an                                                                                     |
| China Eastern Airlines | Nankín (inicia 24 de junio de 2024) |
| Firefly                | Kota Kinabalu, Miri, Penang |
| Indonesia AirAsia      | Yakarta–Soekarno-Hatta |
| Malaysia Airlines      | Kuala Lumpur–Internacional, Singapur |
| MASwings               | Limbang, Mukah, Mulu, Tanjung Manis |
| Royal Brunei Airlines  | Bandar Seri Begawan |
| Scoot                  | Singapur |

### Carga
| Aerolíneas   | Destinos                                                       |
| ------------ | -------------------------------------------------------------- |
| MASkargo     | Hong Kong, Kuala Lumpur–Internacional, Labuan, Shanghái–Pudong |
| Raya Airways | Hong Kong, Kuala Lumpur–Subang                                 |
| Kargo Xpress | Macao, Kuala Lumpur–Internacional                              |

## Tráfico y estadísticas

### Tráfico
| Año                                      | Pasajeros manejados | % de cambio de pasajero | Carga (toneladas) | Cambio de % de carga | Movimientos de aeronaves | % de cambio de aeronave |
| ---------------------------------------- | ------------------- | ----------------------- | ----------------- | -------------------- | ------------------------ | ----------------------- |
| 2003                                     | 2 923 633           | Sin cambios             | 26 278            | Sin cambios          | 42 138                   | Sin cambios             |
| 2004                                     | 3 317 879           | 13,5                    | 26 073            | 0.8                  | 45 340                   | 7,6                     |
| 2005                                     | 3 354 973           | 1,1                     | 28 407            | 8,9                  | 43 253                   | 4,0                     |
| 2006                                     | 3 196 352           | 4,7                     | 29 716            | 4,6                  | 40 292                   | 7,4                     |
| 2007                                     | 3 236 468           | 1,3                     | 23 818            | 19,8                 | 37 348                   | 7,3                     |
| 2008                                     | 3 238 614           | 0,07                    | 19 166            | 19,5                 | 39 188                   | 4,9                     |
| 2009                                     | 3 574 632           | 10,4                    | 20 830            | 8,7                  | 44 761                   | 14,2                    |
| 2010                                     | 3 684 517           | 3,1                     | 26 977            | 29,5                 | 46 382                   | 3,6                     |
| 2011                                     | 4 286 722           | 16,3                    | 24 787            | 8,1                  | 53 154                   | 14,6                    |
| 2012                                     | 4 186 523           | 2,3                     | 15 811            | 36,2                 | 46 727                   | 12,1                    |
| 2013                                     | 4 871 036           | 16,4                    | 21 993            | 39,1                 | 56 085                   | 20,0                    |
| 2014                                     | 4 852 822           | 0.4                     | 28 040            | 27,5                 | 53 490                   | 4.6                     |
| 2015                                     | 4 772 453           | 1,7                     | 29 362            | 4,7                  | 53 303                   | 0,3                     |
| 2016                                     | 4 919 677           | 3,1                     | 22 500            | 23,4                 | 51 855                   | 2,7                     |
| 2017                                     | 5 095 193           | 3,6                     | 24 620            | 9,4                  | 51 097                   | 1,5                     |
| 2018                                     | 5 564 722           | 9,2                     | 26 819            | 8,9                  | 56 876                   | 11,3                    |
| Fuente: Malasia Airports Holdings Berhad |                     |                         |                   |                      |                          |                         |

### Estadísticas
| Rango | Destinos (operados por) | Frecuencia (semanal) | aerolíneas |
| ----- | ----------------------- | -------------------- | ---------- |
| 1     | Kuala Lumpur            | 169                  | AK, MH, OD |
| 2     | Miri, Sarawak           | 53                   | AK, MH     |
| 3     | Kota Kinabalu, Sabah    | 39                   | AK, MH, OD |
| 3     | Sibu, Sarawak           | 35                   | AK         |
| 5 5   | Bintulu, Sarawak        | 31                   | AK         |
| 6 6   | Johor Bahru, Johor      | 28                   | AK         |
| 6 6   | Mukah, Sarawak          | 28                   | MH         |
| 8     | Penang, Penang          | 14                   | AK         |
| 9     | Tanjung Manis, Sarawak  | 7 7                  | MH         |
| 10    | Mulu, Sarawak           | 7 7                  | MH         |
| 11    | Kota Bharu, Kelantan    | 3                    | AK         |
| 12    | Limbang, Sarawak        | 3                    | MH         |

| Rango | Destino                     | Frecuencia (semanal) | aerolíneas |
| ----- | --------------------------- | -------------------- | ---------- |
| 1     | Singapur                    | 25                   | AK, MH, TR |
| 2     | Pontianak, Indonesia        | 14                   | AK, IW     |
| 3     | Bandar Seri Begawan, Brunéi | 7 7                  | BI         |

## Sistema de manejo de equipaje (BHS)

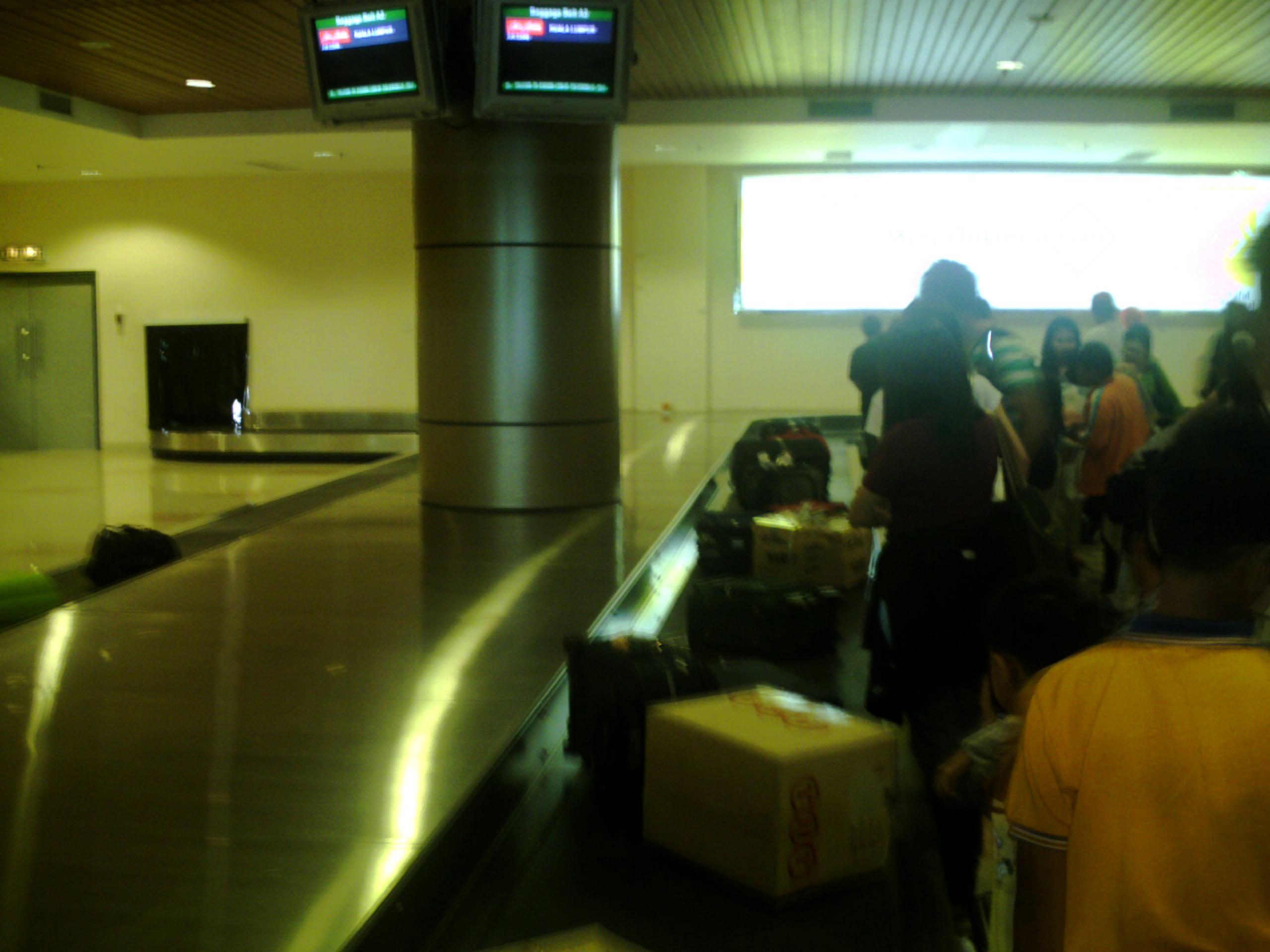
Cintas transportadoras en KIA

El Aeropuerto Internacional de Kuching tiene dos lados de las salas de reclamo de equipaje, uno es para vuelos nacionales (dentro de Sarawak ) mientras que el otro es para vuelos internacionales y vuelos fuera de Sarawak .

## Inmigración
Como uno de los dos estados de Malasia que controla su propia autonomía de inmigración, Sarawak ejerce una regulación especial al llegar y salir de todos los aeropuertos de Sarawak, incluido Kuching. Todos los pasajeros que viajen con vuelos desde fuera de Sarawak (incluidos todos los vuelos desde Malasia Peninsular, Sabah, el Territorio Federal de Labuan y fuera de Malasia) deben pasar por el control de inmigración en el primer aeropuerto de entrada.

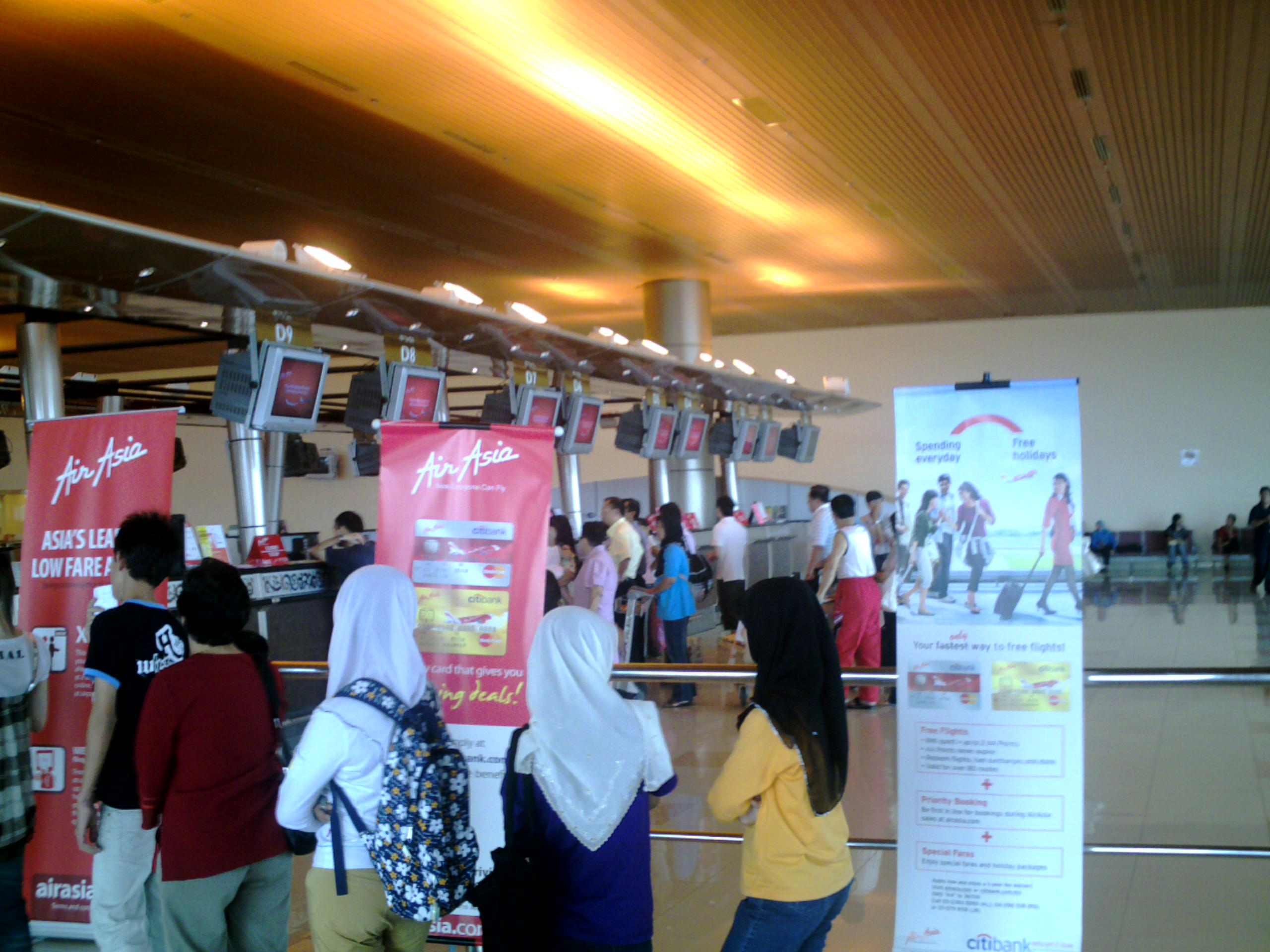
Mostradores de facturación de AirAsia en KIA

## Premios y reconocimientos
- El aeropuerto recibió el reconocimiento MS ISO 9001 en dos ocasiones: en el año 2000 por Gestión, Operaciones y Mantenimiento de Aeropuertos de Servicios de Bomberos y Rescate de Aeropuertos, Seguridad de Aviación, Ingeniería y en 2005 por Operaciones Generales.
- La certificación de aeródromo del Departamento de Aviación Civil (DCA) fue otorgada a KIA en 2005, donde KIA es el segundo aeropuerto de Malasia, después del Aeropuerto Internacional de Kuala Lumpur en recibir la prestigiosa certificación.[14]
- El MAS en el Aeropuerto Internacional de Kuching (KIA) logró cero accidentes laborales el año pasado, lo que la convierte en una de las mejores estaciones del país.
- El Aeropuerto Internacional de Kuching recibió el estatus de Platino y Estrella por la Asociación Internacional de Transporte Aéreo (IATA) en reconocimiento a su proyecto de tarjetas de embarque con código de barras, así como al cumplimiento de varias pautas desde el check-in, la entrega de equipaje y el control de seguridad hasta el embarque.

## Incidentes y accidentes
- El 27 de febrero de 2006, un avión de carga de la compañía de mensajería DHL se deslizó al final de la pista del aeropuerto al aterrizar a las 6.20 a. m..[15]
- El 1 de septiembre de 2006, el vuelo MH2507 de Malaysia Airlines (MAS) con destino a Kuala Lumpur, que se apresuraba a despegar en la pista del Aeropuerto Internacional de Kuching (KIA), se detuvo a pocos metros del límite de la pista. Un motor defectuoso perdió repentinamente la potencia, lo que obligó al piloto a abortar el vuelo, aterrizando el Airbus 330 que no despegó a las 11.05 a. m. Más tarde, los pasajeros tuvieron que esperar en la sala de embarque de KIA durante casi siete horas antes de que otro avión viniera a reemplazar el Airbus 330 en otro vuelo programado para partir a las 5.30 p. m. Entre los pasajeros afectados del vuelo totalmente abordado incluidos, varios miembros de los delegados de la Organización de Países Islámicos (OIC), en la capital del Estado para la celebración de Merdeka.[16]
- El 13 de enero de 2007, un Boeing 737-200 perteneciente al Gading Sari Aviation Services Sdn Bhd aterrizó por accidente[17] mientras intentaba aterrizar a las 5.52 a. m. El fuselaje del avión sufrió graves daños, y los trenes de aterrizaje y el motor derecho se arrancaron durante el choque.[18] Los cuatro miembros de la tripulación escaparon ilesos. El aeropuerto estuvo cerrado durante seis horas mientras el avión se retiraba del lugar del accidente y los escombros se despejaban de la pista. Las salidas y llegadas de 16 vuelos de MAS y 14 de AirAsia se retrasaron, afectando a 2.200 pasajeros: 1.000 pasajeros de MAS y 1.200 de AirAsia. Un vuelo anterior desde Kuala Lumpur tuvo que ser desviado al aeropuerto Miri. Los daños incluyeron luces de navegación: ocho luces de taxi, cinco luces de borde de pista, dos luces de extremo y un indicador de ruta de aproximación de precisión. Reabrió al mediodía.[19]
- El 2 de octubre de 2009, el Boeing 737 -4H6 9M-MMR de Malaysia Airlines sufrió daños importantes cuando el tren de aterrizaje principal del puerto colapsó mientras el avión estaba estacionado en la puerta.
- El 10 de enero de 2011, el vuelo 5218 de AirAsia patinó en la pista al aterrizar. El incidente ocurrió alrededor de las 10:15 p. m. durante un fuerte aguacero. Cuatro pasajeros fueron trasladados al Hospital General de Sarawak, que se cree que sufrieron complicaciones de salud.[20]